# Стрипски фестивали
Стрипски фестивали или фестивали стрипа су друштвени догађаји посвећени стрипу, ликовном приповедању и сродним областима културе и уметности.

## Српски и југословенски стрип

### Србија
Београд
- Азија, слика која ти приповеда: Азијски стрип и анимација (мини фестивал), организација: Свет стрипа из Крагујевца, Дечји културни центар Београда (ДКЦБ) и Удружење стрипских уметника Србије (УСУС) (од 2019)
- Беокон, некада „конвенција љубитеља научне фантастике“, сада „конвенција љубитеља фантастике и глобалне поп културе“ (од 1986. до 2007. - шест издања; од 2015. повремено)
- Гашин сабор, фестивал хумористично-карикатуралног и породичног стрипа, УСУС и ДКЦБ (од 2018)
- , фестивал гејминг и поп културе у Србији (од 2017)
- Дани стрипа у „Делта ситију“ (од 2015)
- Дани стрипа у „Меркатору“ (од 2017)
- Дани стрипа у „Полету“ (од 2017)
- Децембар - месец стрипа у Дечјем културном центру Београда (од 2017)
- Јапанизам
- Међународни салон стрипа (од 2003)
- Ново доба, фестивал несврстаног стрипа (од 2010), са локацијама и у Земуну и Панчеву
- Сакурабана
- Стрипославија: Сусрети у славу словенског стрипа, УСУС и ДКЦБ (од 2019)
- Трас!, београдски фестивал стрипа (од 2017)
- У Земљи Сањалији: Мини фестивал у част сањања, стрипова и Малог Нема; УСУС и ДКЦБ (демо издање 2018, редовно од 2019)

Неактивни
- Аниманга викенд (2007)
- Бијенале југословенског стрипа (Земун, од 1990; пето одржано 1998)
- Мангадром, у оквиру Београдског летњег фестивала (2006)
- Српски код (2013, једнократно)
- Стрип сала, Београдски сајам књига (2009-2013)
- Стрип чаролије, Београдски сајам (1987, једнократно)

Ваљево
- Ваљевски стрип фестивал (од 2017)

Неактивни
- Ваљевски стрип викенд

Горњи Милановац
Неактивни
- Дани стрипа (1994, 1995, 1996)

Зајечар
Неактивни
- Салон стрипа (1996, 1997)

Зрењанин
- Стриполис, фестивал интернационалног и ауторског стрипа (од 2009)

Крагујевац
- Крагујевац комикон
- Снежни самит стрипаџија Србије
- Нови стрипски тренутак

— Азија, слика која ми говори: Азијски стрип и анимација (мини фестивал), Свет стрипа из Крагујевца, УСУС и ДКЦБ (од 2018)
Неактивни
- Салон стрипа (1995-1996)

Лесковац
- Балканска смотра младих стрип аутора (од Трећих дана стрипа 1999)

Ниш
- Нифест (од 2014)
- Стрипорама фест (од 2015)

Неактивни
- Дани стрипа (1997 и 1998; трећи одржани у Лесковцу 1999)

Нови Сад
- Новосадски стрип викенд (од 2007)
- Дани стрипа у „Меркатору“ (од 2017)
- Егзит (нередовно)

Панчево
- Гррр!, интернационални фестивал ауторског стрипа (од 2002)
- Ново доба (од 2009)

Неактивни
- Салон југословенског стрипа (1996)

Петровац на Млави
- Дани стрипа „Стрип 9. трип“ (од 2013)

Пирот
- Пирот - град стрипа (од 2009)

Пожаревац
- Стрика фест, фестивал стрипа и карикатуре (од 2016)

Призрен
- Међународни фестивал стрипа и карикатуре / Comic Book & Cartoon Fest (од 2004)

Рашка
- Колонија стрипских школа Србије

Сомбор
- Сомборски интернационални стрип фест (од 2015)

Суботица
Неактивни
- Пета смотра графичке културе „Стрип“ резимирана изложбом „60 година домаћег стрипа у Србији (1935-1995)“ (ова смотра уједно је и XXXII „Ликовни сусрет“)
- (2002)

Шабац
Неактивни
- Шабачки фестивал стрипа (од 2003)

### Босна и Херцеговина
Лакташи
- Салон стрипа (од 2008)

Бања Лука
- Међународни салон стрипа "Девета димензија" (од 2018)

Мостар
- Мостарски стрип викенд (од 2016)

Сарајево
- Стрипити фест или Stripiti comiXconnection (од 2012)
- Сарајевски дани стрипа

### Црна Гора
Будва
- Дани стрипа (од 2017)

Котор
Неактивни
- Мини фестивал стрипа: "Kotor Strip Party 2002: The Underground Art Experience Volume 4" (2002)
- Фестивал стрипа (2003)

Подгорица
Неактивни
- Дани стрипа (од 2010)

Херцег Нови
- Херцегновски стрип фестивал (од 2006)[1]

### Македонија
Битољ
- Међународни фестивал стрипа

Велес
- Интернационални салон стрипа

Прилеп
- Стрип фестивал

Скопље

### Хрватска
Винковци
- Салон хрватског стрипа (од 1984; некада: Салон југославенског стрипа)

Вировитица
- Фрамафу, стрип фестивал

Гуња
- Фестивал дјечјег стрипа (од 2016)

Загреб
- Цртани романи шоу
- ОХОХО!, strip & street фестивал

Задар
- Збирка 74, задарски фестивал стрипа (од 2016)

Макарска
- Мафест (од 2006)

Осијек
- Дани стрипа у Осјеку (од 2010)

Чаковец
- Међународни фестивал стрипа (од 2014)

### Словенија
Љубљана
- Тинта, фестивал стрипа (од 2017, наследник Стриполисфеста)
- Стриполисфест (2013-2016)

Цеље
- Бумерангов дан, словенски стрипфест (od 2007)

## Остале земље

### Белгија
- Брисел

### Бугарска
- Софија

### Грчка
Солун
- (од 2015)

Неактивни
- Први међубалкански фестивал (једнократно, 1995)
- (једнократно, 2002; у оквиру Олимпијаде културе)

### Италија
Лука
- Lucca Comics & Games (од 1965. у Бордигери, од 1966. у Луки)

Напуљ

### Канада
- Квебек

### Пољска
Варшава
Лођ
- (од 1991)

### Португалија
Алмада
Лисабон

### Румунија
Темишвар

### Русија
Москва
- КомМиссия (од 2013)

Петроград

### Сједињене Америчке Државе
- Балтимор
- Далас
- Лос Анђелес
- Њујорк
- Сан Дијего
- Хјустон
- Чикаго

### Украјина
- Кијев

### Финска
Хелсинки

### Француска
Ангулем
- (од 1974)

Гренобл
Париз
Сан-Реми
Тулуз

### Чешка
- Праг

### Швајцарска
Луцерн

### Шпанија
- Барселона